# Bodo Zimmermann
Pour les articles homonymes, voir Zimmermann.
Bodo Zimmermann (1886 - 1963), est un général allemand de la Seconde Guerre mondiale. Officier-d'état-major, il a été notamment Generalstabsoffizier au quartier général du Groupe d'armées D en octobre 1940. Après 1948, Zimmermann rédigea plusieurs études sur la défense de l'europe de l'Ouest.

## Biographie
Bodo Zimmermann naît le 26 novembre 1886, à Metz, une ville de garnison animée d'Alsace-Lorraine. Avec sa ceinture fortifiée, Metz est alors la première place forte du Reich allemand, constituant une véritable pépinière d'officiers supérieurs et généraux. Comme ses compatriotes Kurt von Falkowski et Otto Schumann, le jeune Bodo se tourne naturellement vers le métier des armes. Il s'engage dans l'armée impériale allemande et sort de sa formation de cadet le 22 mars 1906, avec le grade de Fähnrich, aspirant. Il intègre immédiatement l’armée royale de Prusse. L’aspirant Zimmermann sert dans le 145e régiment d'infanterie appartenant au 16e corps d’armée, stationné à Montigny-lès-Metz depuis 1890. Dans ce régiment, il est promu Leutnant, sous-lieutenant, le 27 janvier 1907. De 1907 à 1914, il sert dans le 145e régiment d’infanterie du Roi, comme officier de compagnie, avec le grade d'Oberleutnant, lieutenant.

### Première Guerre mondiale
Au début de la Première Guerre mondiale, le 24 juillet 1915, le lieutenant Zimmermann est promu Hauptmann, capitaine. Au cours de la guerre, il reçoit pour sa conduite exemplaire, les Croix de fer 2e et 1re classes. Le capitaine Zimmermann est promu Major, commandant, en 1920, peu avant de quitter le service actif.

### Entre-deux-guerres
Après la Première Guerre mondiale, Bodo Zimmermann dirige une maison d’édition spécialisée dans la littérature militaire. Cette maison d’édition édite diverses revues militaires, ainsi que des manuels militaires destinés à la formation des soldats : Artilleristen-Fibel, Gefechts-Fibel, Uniform-Fibel, Marinegeschichtsfibel, Kriegsspiel-Fibel ou encore Panzerkampfwagenbuch. Bodo Zimmermann édite personnellement Die neue Gruppe et Die Soldatenfibel en 1936, M. G. 34. en 1937, ou encore Die Gruppe der Schützenkompanie zu 12 Gruppen et Die Gruppe der Schützenkompanie zu 12 Gruppen en 1940.

### Seconde Guerre mondiale
Peu avant la Seconde Guerre mondiale, Bodo Zimmermann est rappelé à l’activité de service dans la nouvelle armée allemande, la Wehrmacht. Comme Major, le commandant Zimmermann est affecté en décembre 1939 à l’état-major de la 1re Armée de l’Ouest. En octobre 1940, le commandant Zimmermann est nommé Generalstabsoffizier, officier d'état-major, au quartier général du Groupe d'armées D, sous les ordres du Generalfeldmarschall Erwin von Witzleben. Le commandant Zimmermann est promu Oberstleutnant, lieutenant-colonel, le 1er août 1941, sous les ordres du Generalfeldmarschall Gerd von Rundstedt. Le 1er décembre 1942, Bodo Zimmermann est nommé Oberst, colonel.
Le 15 février 1943, le colonel Zimmermann reçoit la Croix allemande en argent pour ses services. Lors du Débarquement de Normandie en juin 1944, le colonel Zimmermann, tout comme Hans von Salmuth, croit d’abord à une manœuvre de diversion. Puis il comprend l’ampleur de l’opération et essaie d’infléchir la décision du Generaloberst Alfred Jodl. À l’automne 1944, Bodo Zimmermann est appelé a de nouvelles responsabilités. Il est nommé Chef der Führungsabteilung sur le secteur occidental.
Le 25 septembre 1944, le colonel Bodo reçoit, pour son action, la Croix allemande en or. Il est l’un des rares récipiendaires à avoir reçu les deux croix allemandes. Bodo Zimmermann est promu Generalmajor, général de brigade, le 1er décembre 1944. Le 1er mai 1945, huit jours avant la capitulation, le général Zimmermann est promu Generalleutnant, général de division, juste avant de partir en captivité chez les Alliés.

### Après-guerre
Après 1948, dans le contexte de la Guerre froide, Bodo Zimmermann publie plusieurs ouvrages, dont Geschichte des Oberbefehlshaber West, Ideas on the défense of the Rhine et Western Germany as an outpost area of Western Europe. Bodo Zimmermann s'éteignit à Bonn, en 1963.

## Grades
- Generalleutnant (général de division), le 1er mai 1945.
- Generalmajor (général de brigade), le 1er décembre 1944.

## Distinctions
- Deutsches Kreuz, en argent, le 15 février 1943.
- Deutsches Kreuz, en or, le 25 septembre 1944.

## Sources
- (de) Biographie de Bodo Zimmermann sur Lexikon-der-wehrmacht.de.